# ジャンピン・ジャック・フラッシュ
「ジャンピン・ジャック・フラッシュ」(Jumpin' Jack Flash) は、1968年に発表されたローリング・ストーンズの楽曲。作詞・作曲はミック・ジャガーおよびキース・リチャーズ。「サティスファクション」と並び、グループの代表曲の一つとされる。

## 概要
『ビトウィーン・ザ・バトンズ』および『サタニック・マジェスティーズ』に見られたサイケデリック路線から一転、ストレートかつハードなロック・ナンバーで、イギリスでは「黒くぬれ!」（1966年）以来の1位（2週連続）、アメリカでも3位に付ける大ヒットとなった。この曲と同時期に作られたアルバム『ベガーズ・バンケット』により、ストーンズのブルージーな方向性が再確認された。また、本作はストーンズの黄金期とされる60年代後半から70年代前半までの作品を手がけたジミー・ミラーによるプロデュース作品の第一弾でもある。
元々は『ベガーズ・バンケット』の先行シングルとして1968年5月（アメリカでは6月）にシングルリリースされたが、アルバムのジャケットデザインをめぐる問題でアルバムの発売が大幅に遅れたため、同アルバムへの収録は見送られた（詳細は『ベガーズ・バンケット』の項目を参照）。シングルではモノラル・ミックスで収録されたが、このモノラル・バージョンではイントロ部でテープスピード不良によるピッチの揺れが確認できる。ステレオ・バージョンの初出は1969年リリースのベストアルバム『スルー・ザ・パスト・ダークリー』となる。
下記の通り、アレサ・フランクリンをはじめ、世界各国のアーティストからカバーされており、近年ではヒップホップ・ミュージシャンが取り上げるなど、ジャンルを超えて聴かれる機会が多くなっている。またウーピー・ゴールドバーグ主演の映画『ジャンピン・ジャック・フラッシュ』（1986年公開）の主題歌として起用されたほか、日本でもフジテレビ系列のドラマ『PRICELESS〜あるわけねぇだろ、んなもん!〜』（2012年）の主題歌に起用されるなど、様々なメディア上で使用され、広く聴かれている。シングルのB面に収録された「チャイルド・オブ・ザ・ムーン」も、当時の日本のファンの間では「B面にしておくのがもったいないほどの傑作」と評価された。

## 経緯
録音は1968年3月15日から31日にかけて、一連の『ベガーズ・バンケット』セッションの中で、ロンドンのオリンピック・スタジオにて行われた。この曲のギターの音は一聴するとエレキギターのように聴こえるが、実際にはアコースティックギターの音である。キース・リチャーズはギブソン・ハミングバードをDまたはEのオープンチューニングに変え、フィリップス製のカセットレコーダーに録音し、これに過負荷をかけた状態で再生し、モニタースピーカーから出てきた音を使用したという。歪んだエレキギターのようなサウンドは、この様にして得られたわけである。リチャーズは「この曲と"ストリート・ファイティング・マン"では、一切エレキギターを使ってない」と語っている
ビル・ワイマンは、自著「ストーン・アローン」（1990年）の中で、この曲の元となったリフは自分が作ったと告白している。ワイマンによれば、ジャガーやリチャーズがスタジオ入りする前に、一人でエレクトリックピアノを弾いていた時にこの曲のリフを偶然見つけ、後から到着したブライアン・ジョーンズ、チャーリー・ワッツと共に、曲を練り上げていったという。3人で演奏している時にジャガーとリチャーズが到着したが、この時ジャガーは「イカしてるじゃねえか、それ、絶対に忘れるなよ」と言ったという。それから数週間後に本格的なレコーディングに入り、ジャガーが歌詞を書き、メロディはメンバー全員で完成させた。このような経緯があるにもかかわらず、この曲の作者クレジットは"ジャガー/リチャーズ"となっており、ワイマンはこのことに強い不満を表明している。これに対し、ジャガー、リチャーズは揃ってワイマンの主張を否定しており、クレジットは2016年現在まで改められていない（ただし、ワイマンは「キースもこれは俺の作曲だとインタビューで認めた」としている）。尚、この曲のベースはリチャーズが兼任しており、ワイマンはオルガンを担当している。
この曲の歌詞についてジャガーは「辛い時期を経験してそこから抜け出すっていう歌だよ。アシッド関係と縁を切るってことのメタファーってわけ」と語っており、その通りにこの曲でストーンズはファンに対し、復活を印象付けることが出来た。だがこのシングルの売上は、首位を獲得したにもかかわらず、イギリスでは25万枚にも達しなかった。また、ジョーンズは「ジャンピン…」ではなく「チャイルド…」の方をA面にすることを望んでいたという。
リチャーズは「この曲や"ブラウン・シュガー"や"スタート・ミー・アップ"なんかはいつだって演ってて楽しい」とこの曲への想い入れを語っており、さらに「ステージでこの曲を演ってるのに"オラ、お前ら行くぞ!"って感じないとしたら、よっぽどふぬけた野郎だ」とも言っている。

## ミュージック・ビデオ
「ジャンピン・ジャック・フラッシュ」、「チャイルド・オブ・ザ・ムーン」共に、プロモーション映像が製作された。演出はマイケル・リンゼイ＝ホッグが務め、「メイクアップ・バージョン」と「ノー・メイクアップ・バージョン」の2種類作られた。これが縁でリンゼイ=ホッグは、この年の末に行われたストーンズ主催のロック・イベント「ロックンロール・サーカス」の映像監督に抜擢されることとなる。この映像の製作には2453ポンドがつぎ込まれた。

## 参加ミュージシャン
※#Aは「ジャンピン・ジャック・フラッシュ」、#Bは「チャイルド・オブ・ザ・ムーン」
ローリング・ストーンズ
- ミック・ジャガー - リード＆バッキングボーカル（#A、B）、マラカス（#A）
- キース・リチャーズ - アコースティックギター、ベース、ドラムス（#A）、エレキギター（#B）、バッキングボーカル（#A、B）
- ブライアン・ジョーンズ - ギター（#A）、サックス（#B）
- ビル・ワイマン - オルガン（#A）、ベース（#B）
- チャーリー・ワッツ - ドラムス（#A、B）

ゲストミュージシャン
- イアン・スチュワート - ピアノ（#A）
- ジミー・ミラー - バッキングボーカル（#A、B）
- ニッキー・ホプキンス - ピアノ、オルガン（#B）
- ロッキー・ディジョン - パーカッション（#B）

## コンサートパフォーマンス
「ジャンピン・ジャック・フラッシュ」は、これまでのストーンズのツアー全てで演奏され続けている。初めてのライブ演奏は、1968年5月12日、ウェンブリー・エンパイア・プール（現・ウェンブリー・アリーナ）にて行われた、ニュー・ミュージカル・エクスプレス誌主催のコンサートであった。演奏順は大体が1曲目か最後、もしくはアンコールに披露される場合が多い。ストーンズの公式ライブアルバムには、『ゲット・ヤー・ヤ・ヤズ・アウト』（1970年）、『ラヴ・ユー・ライヴ』（1977年）、『フラッシュポイント (アルバム)』（1991年）、『シャイン・ア・ライト』（2008年）に、それぞれ収録されている。また、多くのコンピレーションアルバムにも収録されている。『ロックンロール・サーカス』の映像作品およびサウンドトラック盤（1996年）にも収録されている。
尚、コンサートで演奏される場合、この曲のイントロ部分（メインリフに入る前のコードストロークのパート）は、なぜかいつも省略されており、この部分を演奏したライブ音源は残されていない。公式ライブ音源で最も古い「ロックンロール・サーカス」でも、やはりこのイントロ部は省略されている。

## カバー・バージョン

### アレサ・フランクリンによるカバー

#### 解説
映画『ジャンピン・ジャック・フラッシュ』のサウンドトラックでは、ローリング・ストーンズのオリジナル・バージョンに加えてアレサ・フランクリンによる「ジャンピン・ジャック・フラッシュ」のカヴァーも使用された。このカヴァーでは、キースがプロデュースを担当し、ロン・ウッドもレコーディングに参加した。B面に「インテグリティ」を収録した7インチ・シングルに加えて、この曲の5種類のミックスを収録した12インチ・シングルもリリースされた。
映画『ジャンピン・ジャック・フラッシュ』のサウンドトラック・アルバムに加えて、フランクリンのスタジオ・アルバム『ジャンピン・ジャック・フラッシュ』（1986年／原題：Aretha）にも収録されている。

### その他のアーティストによるカバー
- ザ・テンプターズ - ライブ・アルバム『ザ・テンプターズ・オン・ステージ』（1969年）に収録。
- ジョニー・ウィンター - ジョニー・ウィンター・アンド名義のライブ・アルバム『ライヴ』（1971年）に収録。
- レオン・ラッセル - ライブ・アルバム『レオン・ライヴ!!』（1973年）に収録。バングラデシュ難民救済コンサート（1971年8月1日）での演奏は『バングラデシュ・コンサート』（1971年）に収録、
- ピーター・フランプトン - アルバム『ウインド・オブ・チェンジ』（1972年）に収録。また、ライブ・アルバム『フランプトン・カムズ・アライヴ!』（1976年）にライブ音源を収録。
- アレックス・チルトン - 1970年にこの曲のカバーを録音し[26]、未発表音源集『1970』（1996年）で発表された。
- 王様 - マキシ・シングル『転石伝説』（1996年）に日本語詞のカバーを収録。
- Fried Pride - アルバム『Fried Pride』（2001年）に収録。
- モーターヘッド - アルバム『バスターズ』（1993年）が2001年に再発された際に、ヨーロッパ盤やアメリカ盤のボーナス・トラックとして追加収録された。また、アルバム『インフェルノ』（2004年）の日本盤にもボーナス・トラックとして収録。
- RAZORS EDGE - アルバム『THRASHING GOES LOVELY』（2008年）に収録。
- ガンズ・アンド・ローゼズ - デビュー前のデモテープに収録。